# ウッダム・ブラザーズ

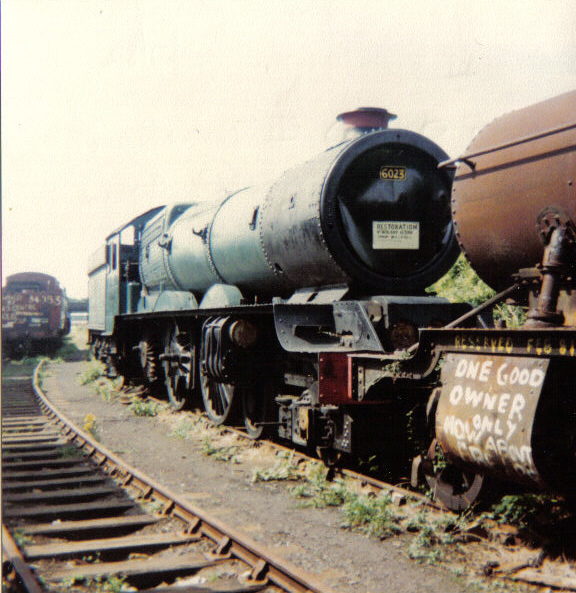
GWR 6000 Class 6023 King Edward II

ウッダム・ブラザーズ（Woodham Brothers）はイギリス・ウェールズのバリーに位置するリサイクル業者である。
鉄道ファンの間では解体予定だった297両中213両の蒸気機関車を守ったことで有名である。

## 概要
1892年にアルバート・ウッダムがウッダム・アンド・ソンズ（Woodham & Sons）として創業。1947年にアルバートが会長を退いたのち、末男のデイが引き継ぎ、1953年にウッダム・ブラザーズに改称した。

## 動力近代化と蒸気機関車
- Woodham Brothers
- Photographs of Woodham's of Barry in May 1966 by Dave Sallery
- A set of 100 images of Barry Scrapyard by Dr Peter Brabham
- A photographic record of Barry Woodhams Scrapyard on FLICKR